# Kata evelinae
Kata evelinae är en plattmaskart som beskrevs av Ernst Marcus 1949. Kata evelinae ingår i släktet Kata och familjen Otoplanidae. Inga underarter finns listade i Catalogue of Life.